# Provinciehuis (Gelderland)
Het provinciehuis van Gelderland (ook wel Huis der Provincie of Het Gelders Huis genoemd) bevindt zich in de provinciehoofdstad Arnhem. Het gebouw is sinds 2007 een rijksmonument. Een maquette ervan staat in miniatuurstad Madurodam in Den Haag. 

## Geschiedenis
Op deze plek stond ooit het Hof van Gelre. Later werd dit de Prinsenhof genoemd. In 1813 werd dit de zetel van het provinciebestuur. Het gebouw werd in 1917 wegens instortingsgevaar afgebroken. In 1924 werd een nieuw gebouw op deze plek in gebruik genomen. Dit gebouw werd tijdens de slag om Arnhem zo zwaar beschadigd dat het vervangen moest worden. Het huidige gebouw, ontworpen door Jo Vegter, werd op 11 september 1954 door koningin Juliana geopend. Sinds 1954 is de naastgelegen middeleeuwse Sabelspoort een onderdeel van het Provinciehuis. Vanwege de toename van het aantal provinciale ambtenaren verrees al in 1972 een dependance, Rijnstate, die eind 2014 buiten gebruik werd gesteld. In 1989 kwamen er een derde en vierde gebouw bij, De Prinsenhof (achter het Paleis van Justitie) en de andere tegenover de huidige locatie van woningcorporatie Volkshuisvesting. Dit vierde provinciale gebouw werd overigens in 2015 gesloopt. De Markstate uit 1996, naast de Sabelpoort, werd na 2014 afgestoten. In 2017 werd er een nieuw gebouw op de oude locatie van Rijnstate in gebruik genomen, met een tien tot twaalf meter brede doorgang tussen beide provinciale gebouwen. Tevens werd het monumentale Huis der Provincie grondig gerenoveerd. Op 20 september 2017 werd het compleet vernieuwde provinciehuis door koning Willem-Alexander samen met Commissaris van de Koning in Gelderland Clemens Cornielje geopend. In 2018 werd het vernieuwde provinciehuis uitgeroepen tot het Beste Gebouw van het Jaar door de bond van Nederlandse Architecten (BNA).

## Exterieur

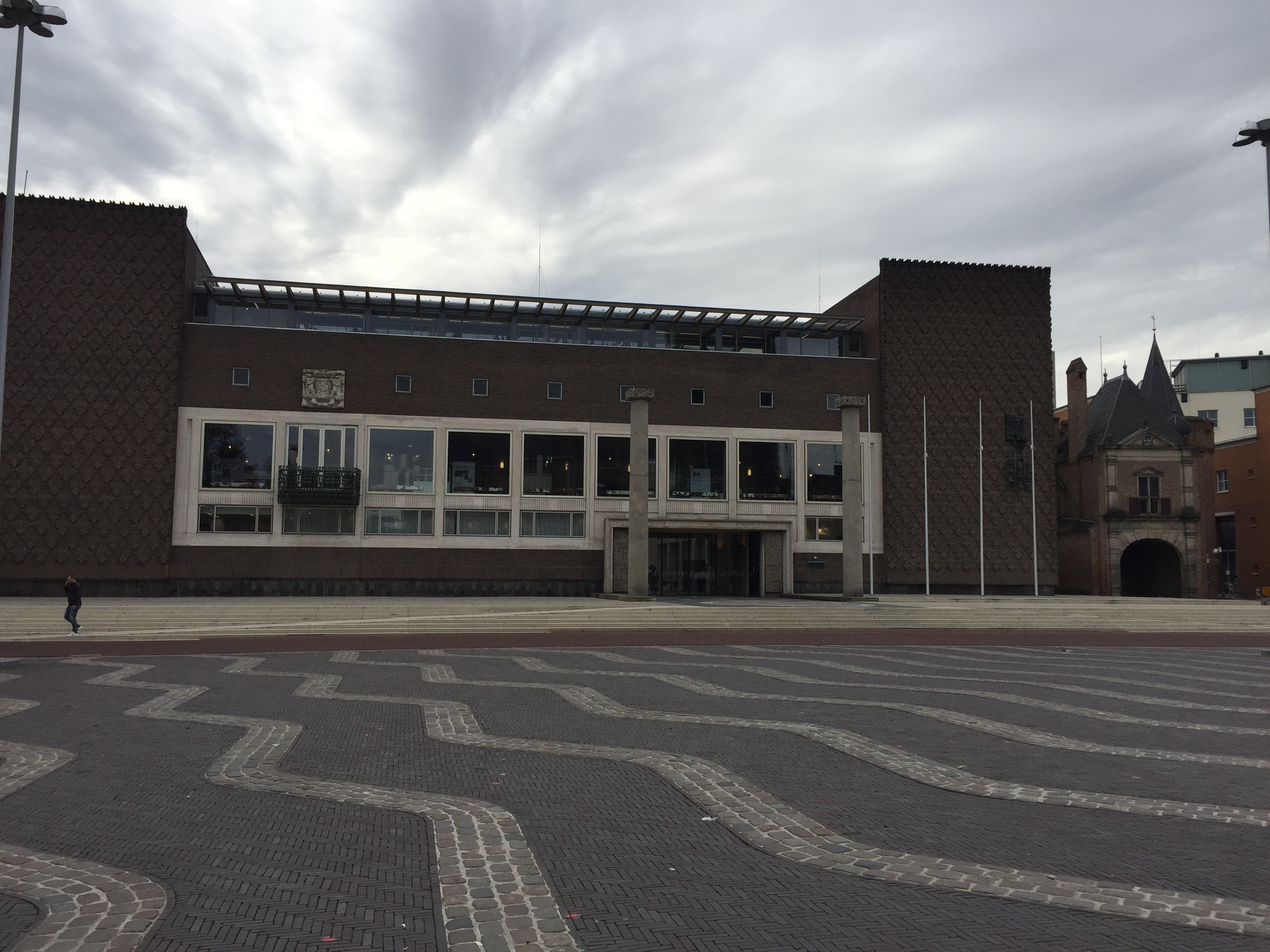
Voorzijde met entree
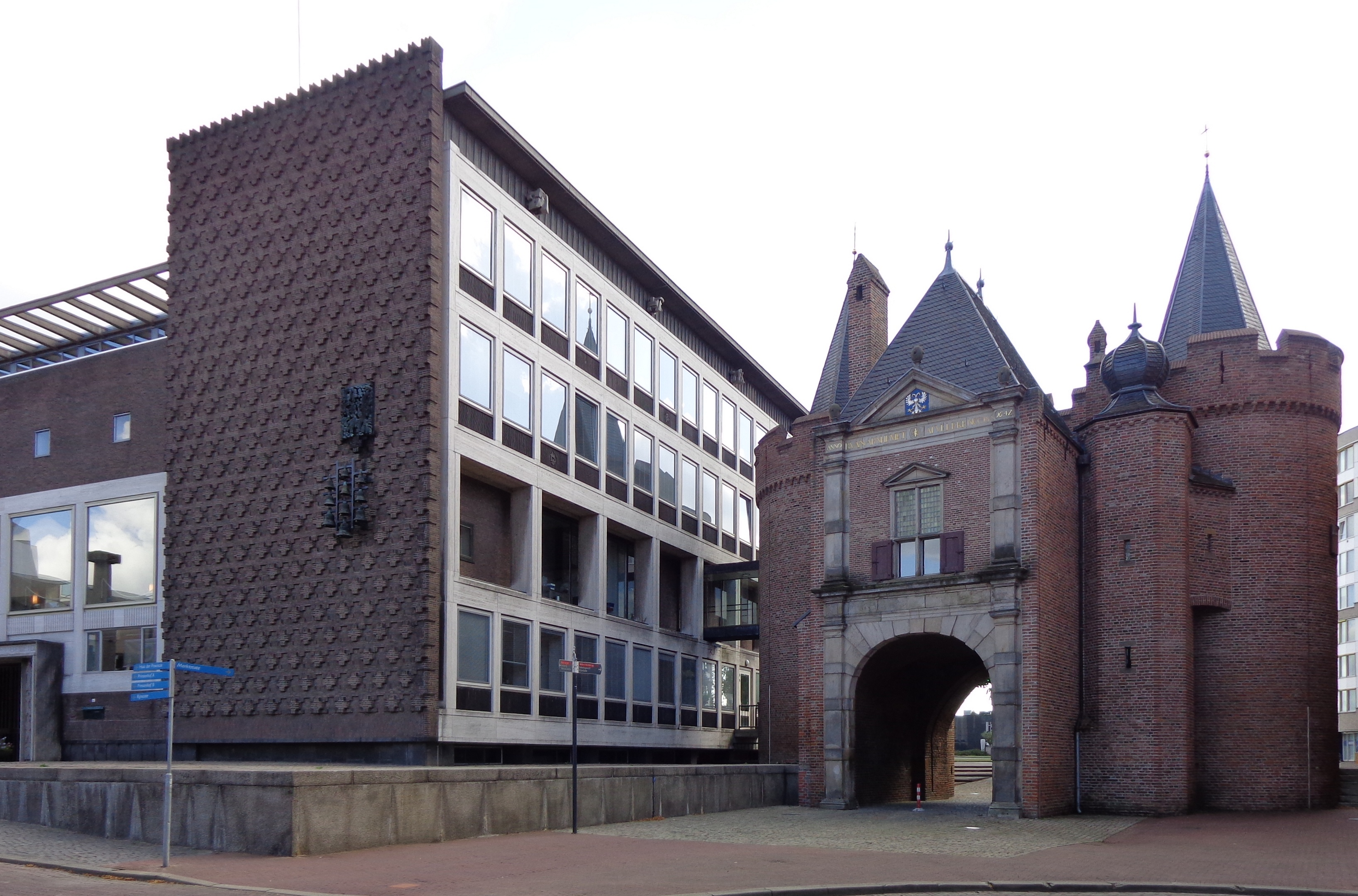
Voorzijde met Sabelspoort
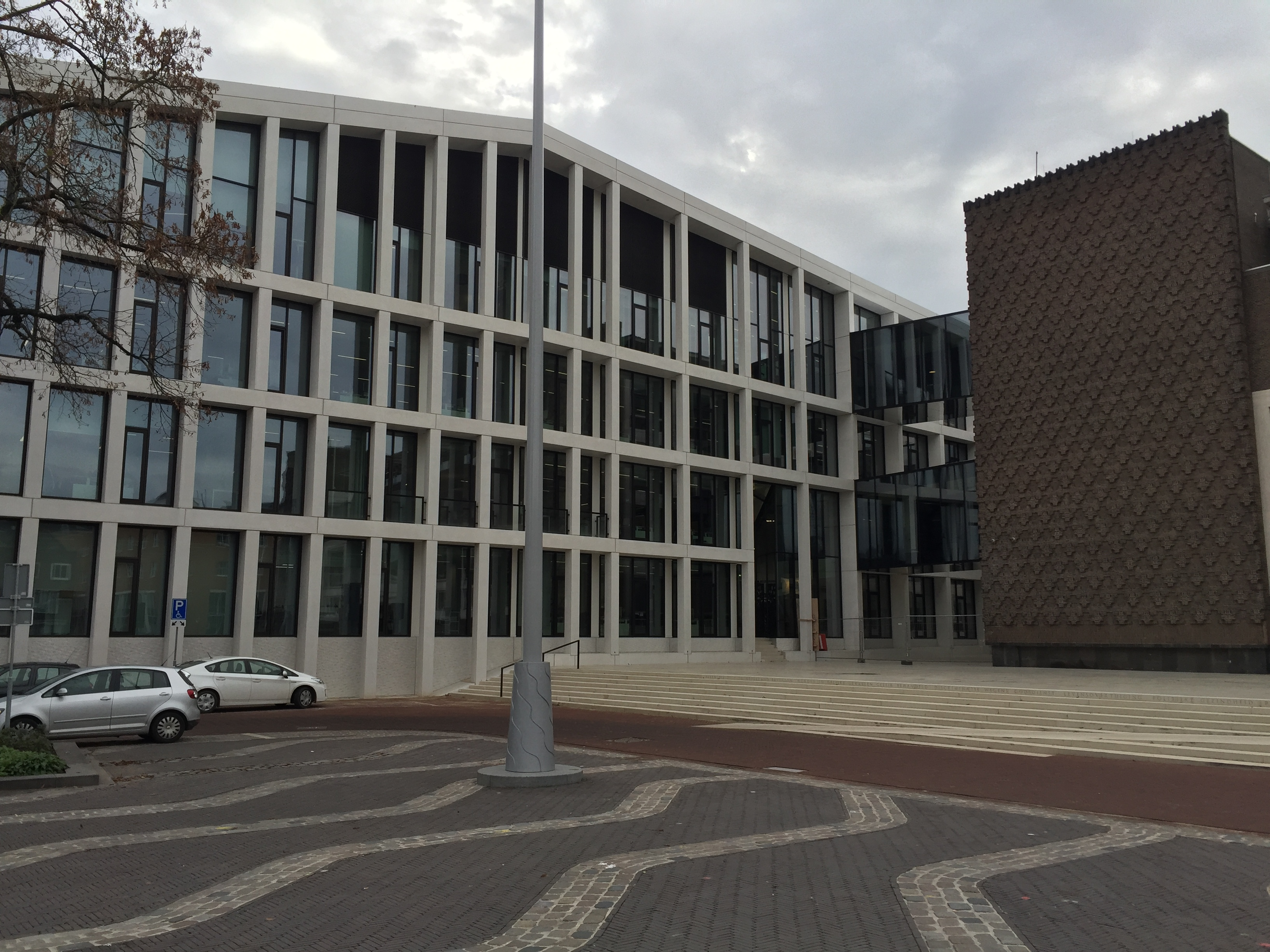
Huis der Provincie met links de nieuwe dependance.
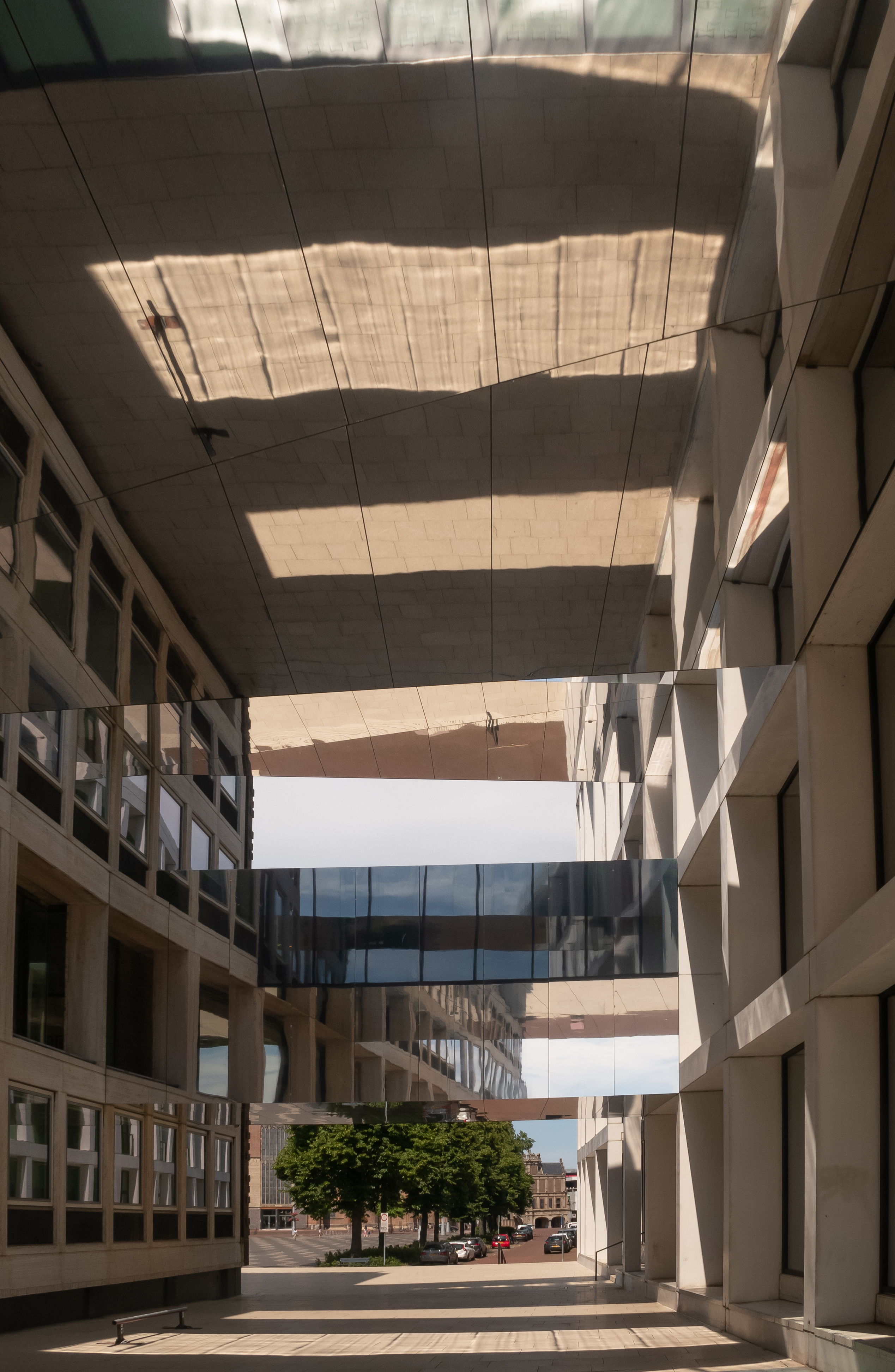
Verbinding tussen Huis der Provincie en de nieuwe dependance.
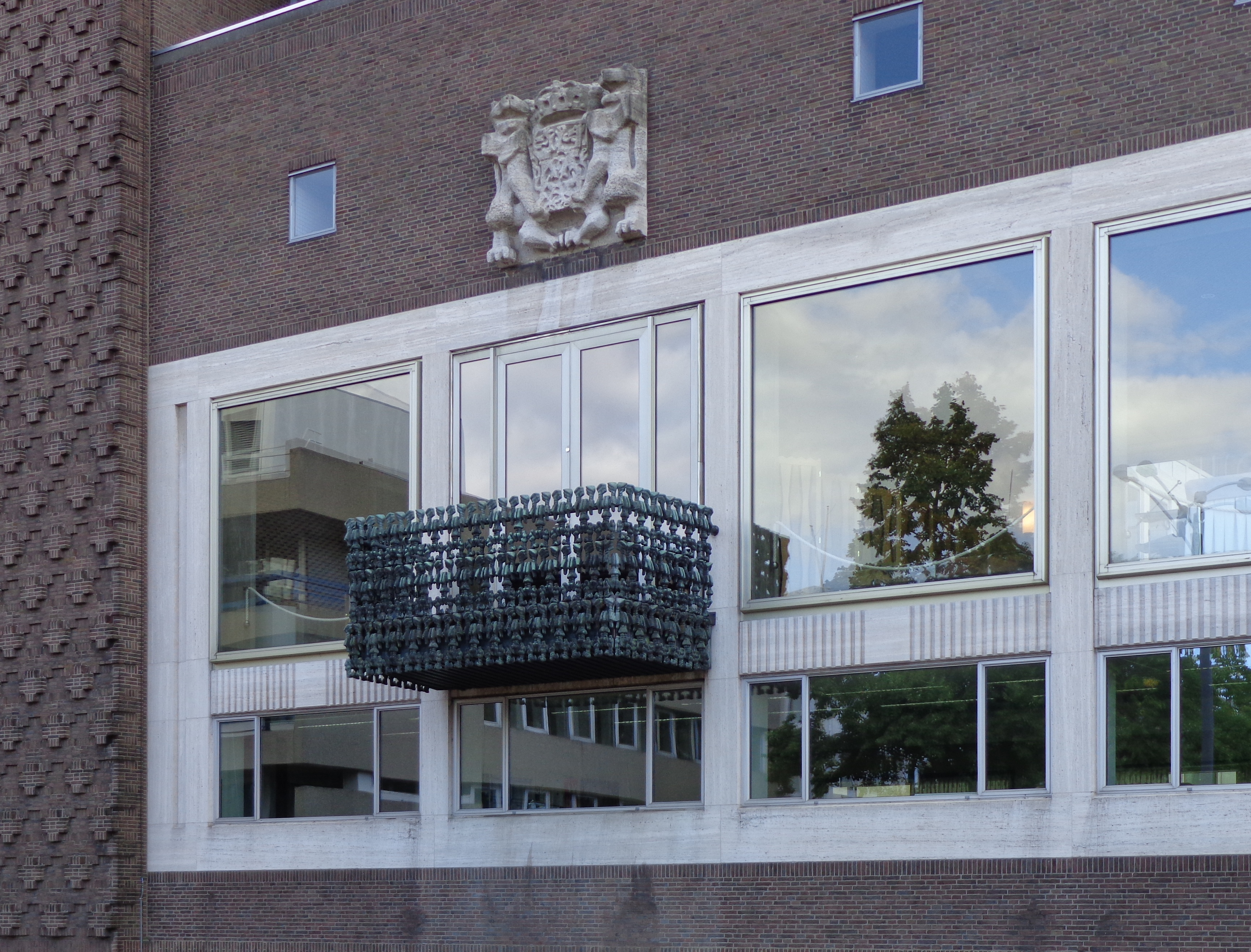
Balkon Provinciehuis

## Interieur

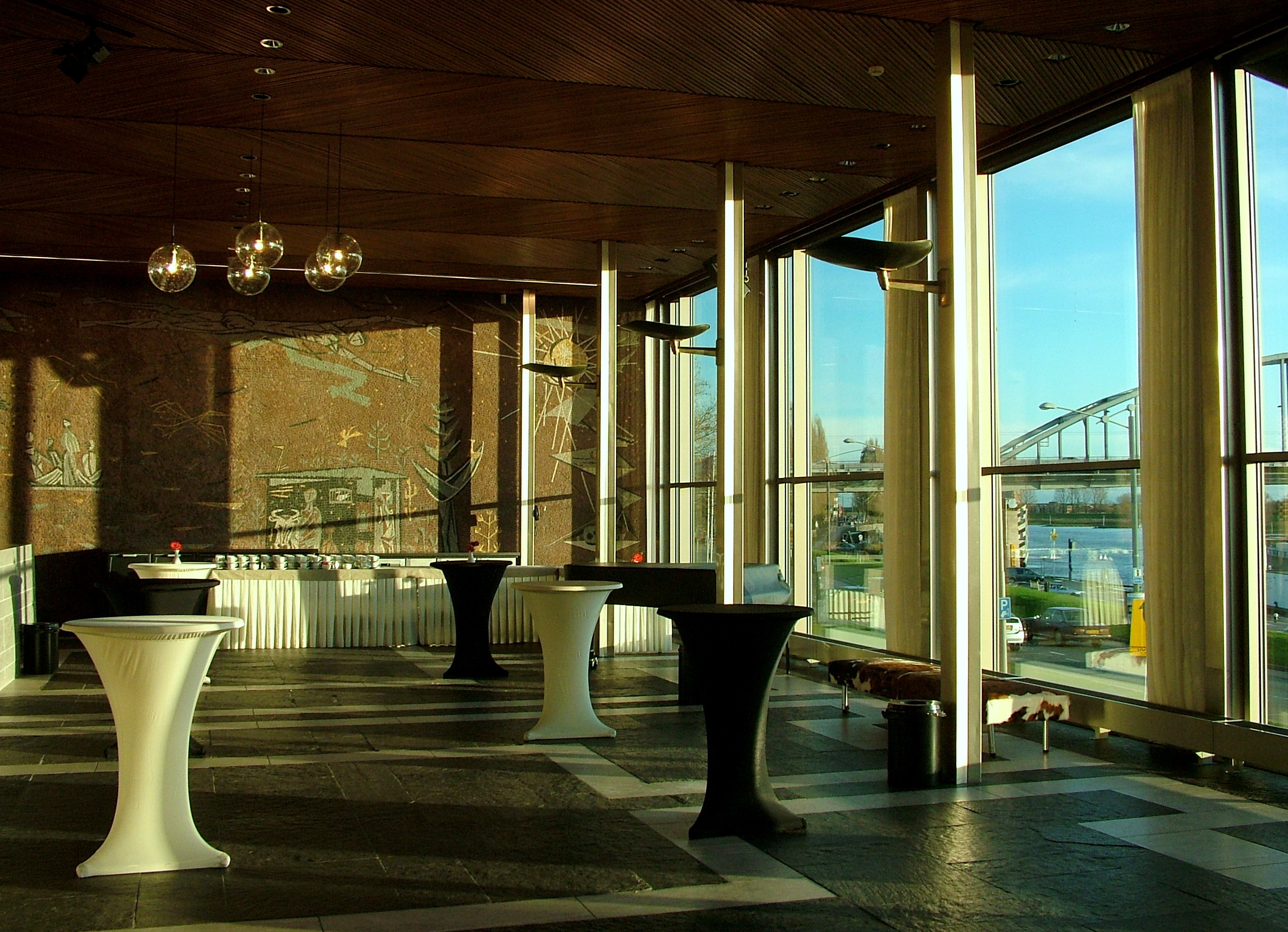
Interieur
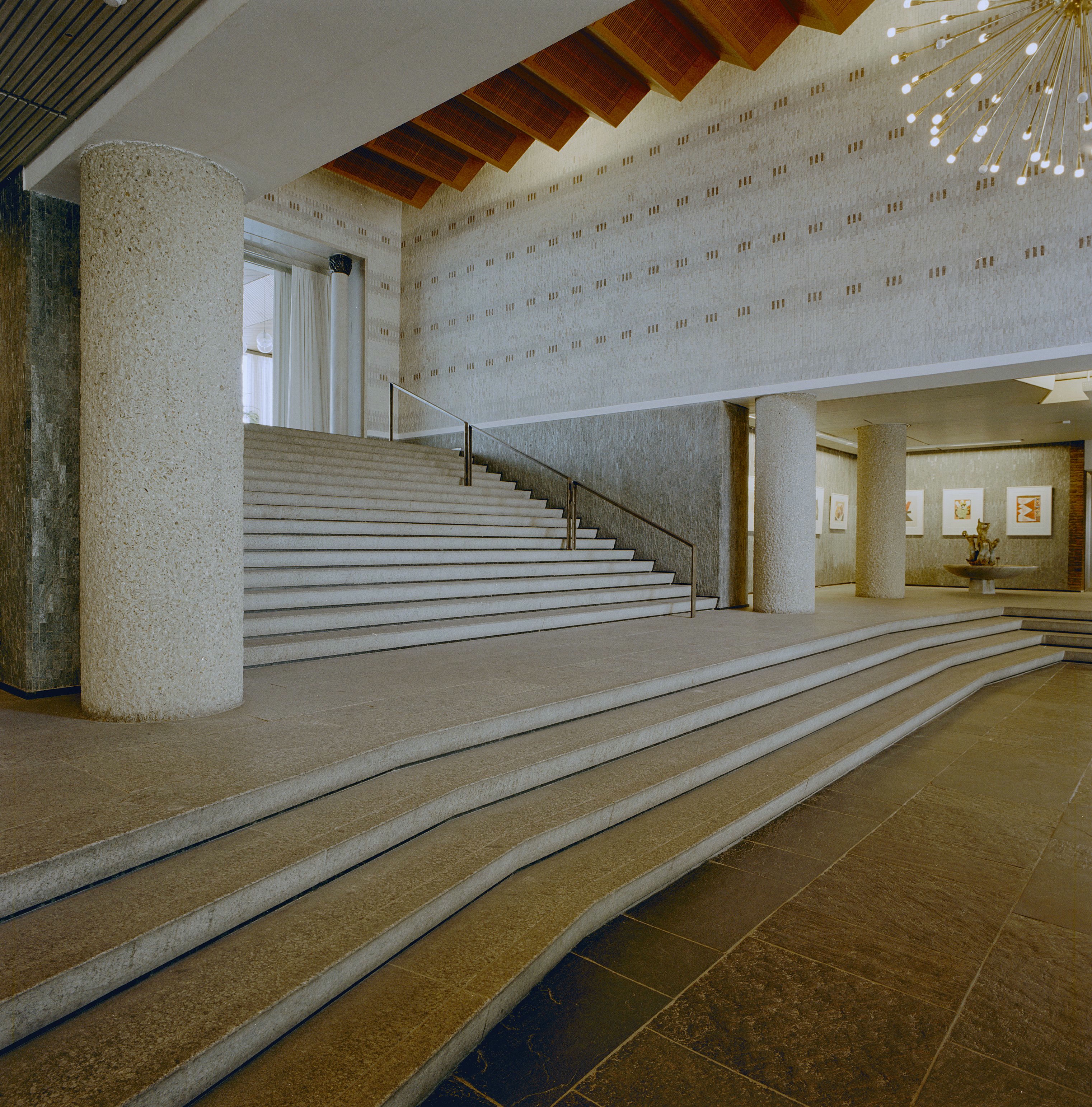
Trappen
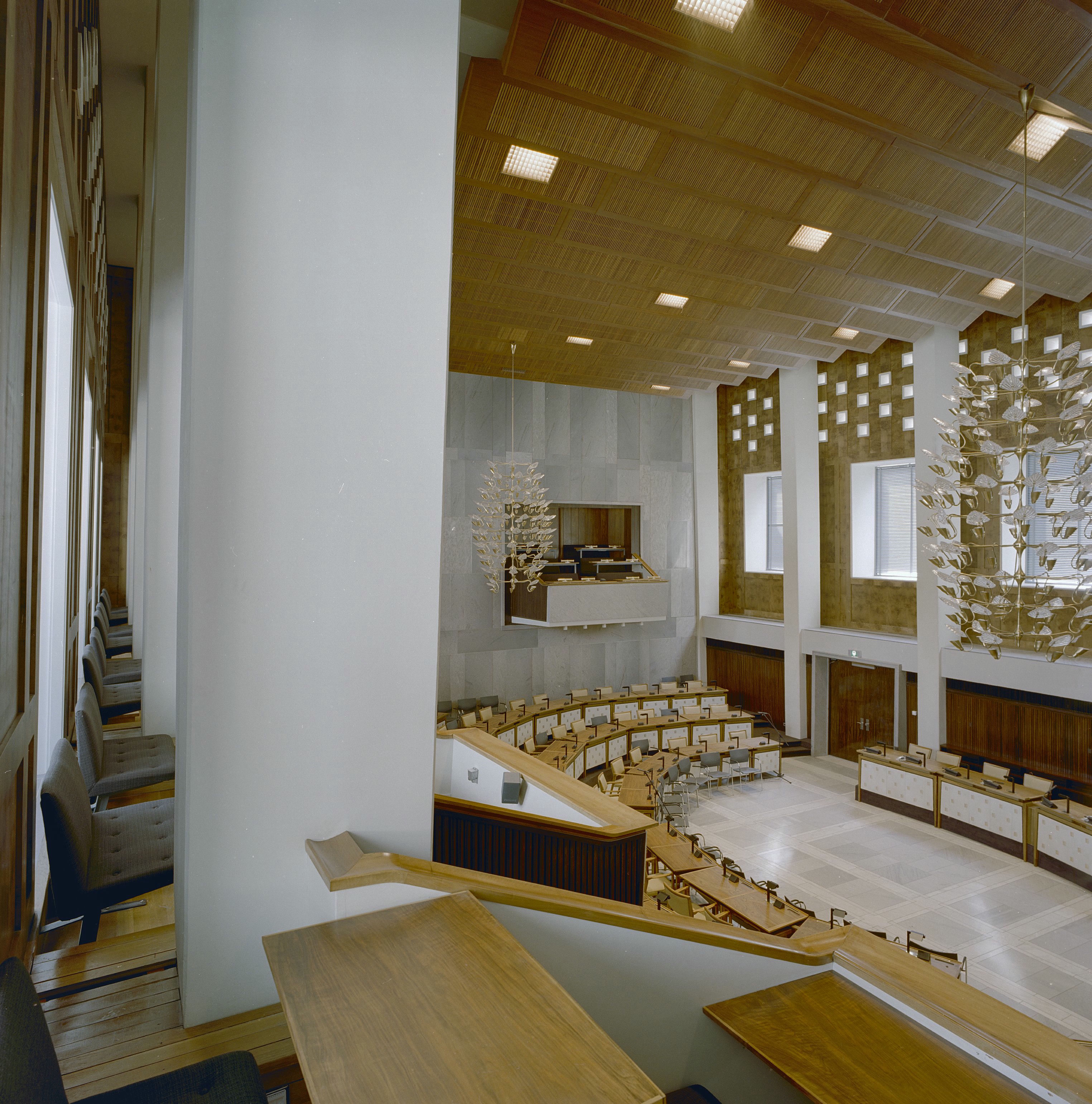
Statenzaal
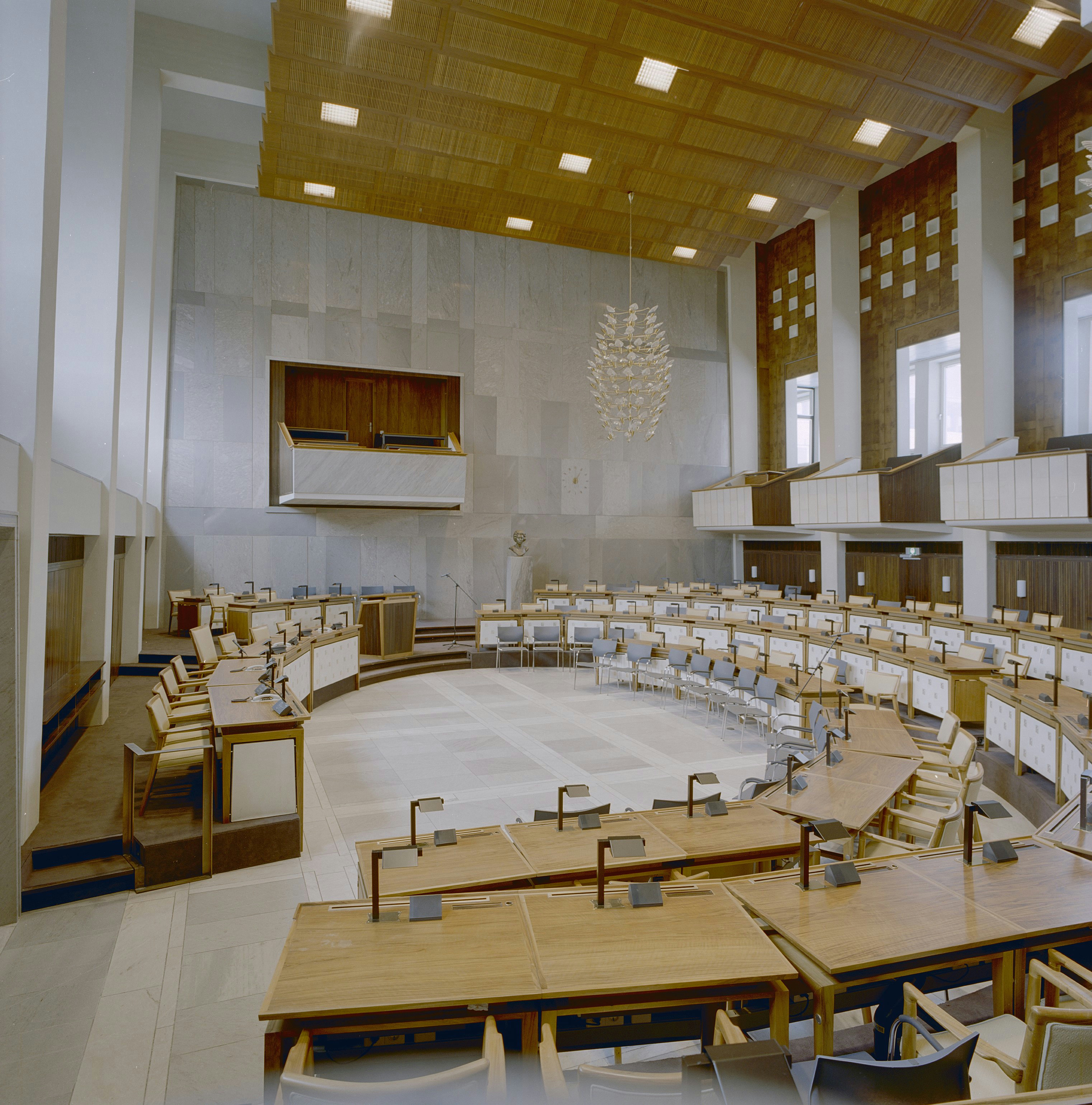
Statenzaal
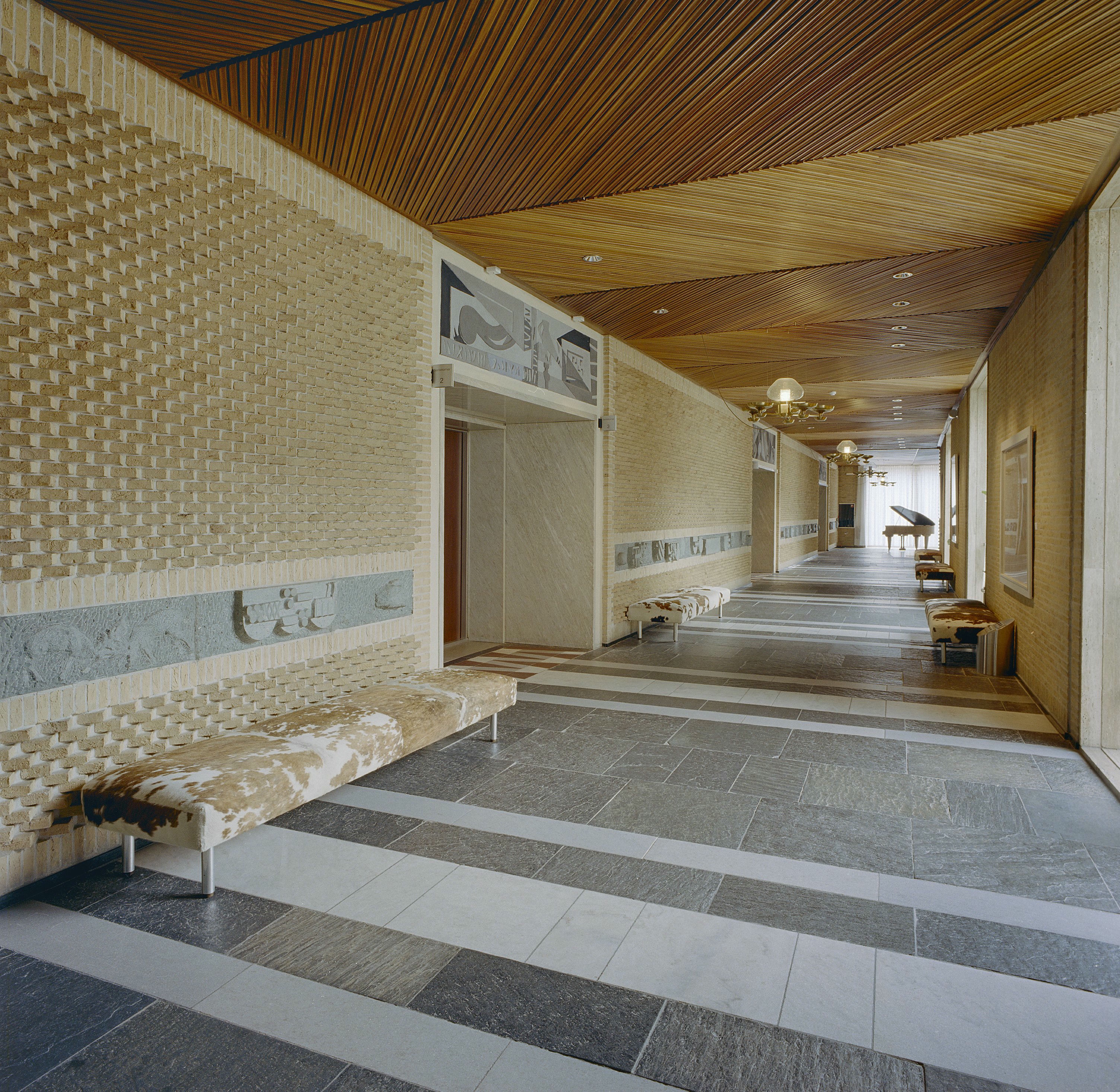
Galerij
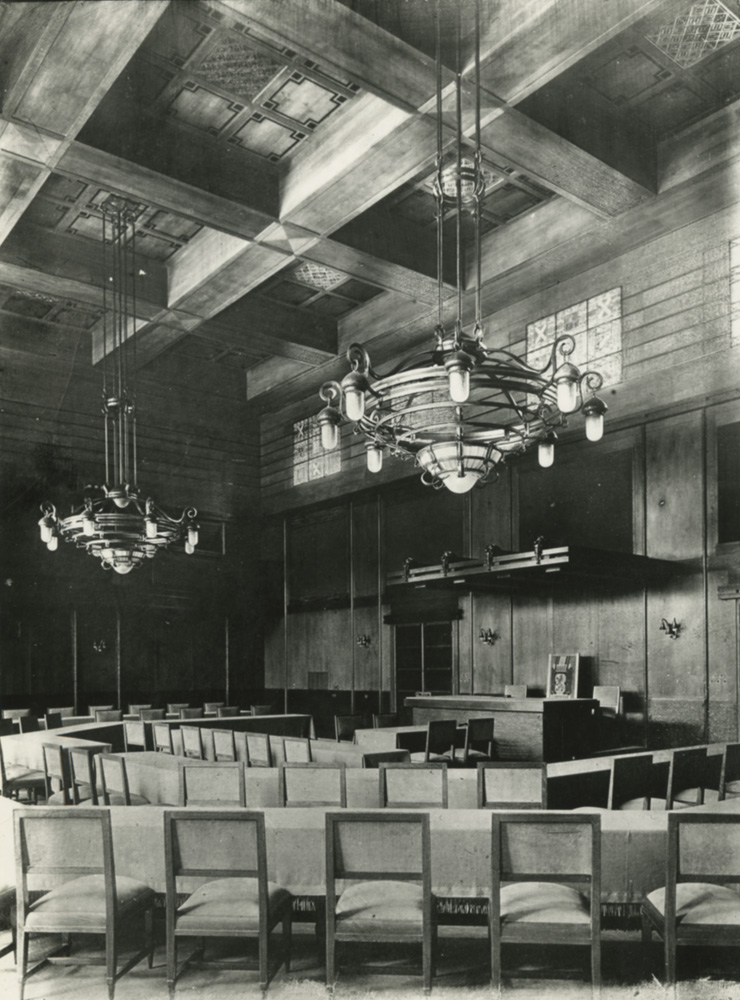
Statenzaal van het voormalige Provinciehuis

Drenthe · Flevoland · Friesland · Gelderland · Groningen · Limburg · Noord-Brabant · Noord-Holland · Overijssel · Utrecht · Zeeland · Zuid-Holland